# Joaquim e Ana se encontram na Porta Dourada

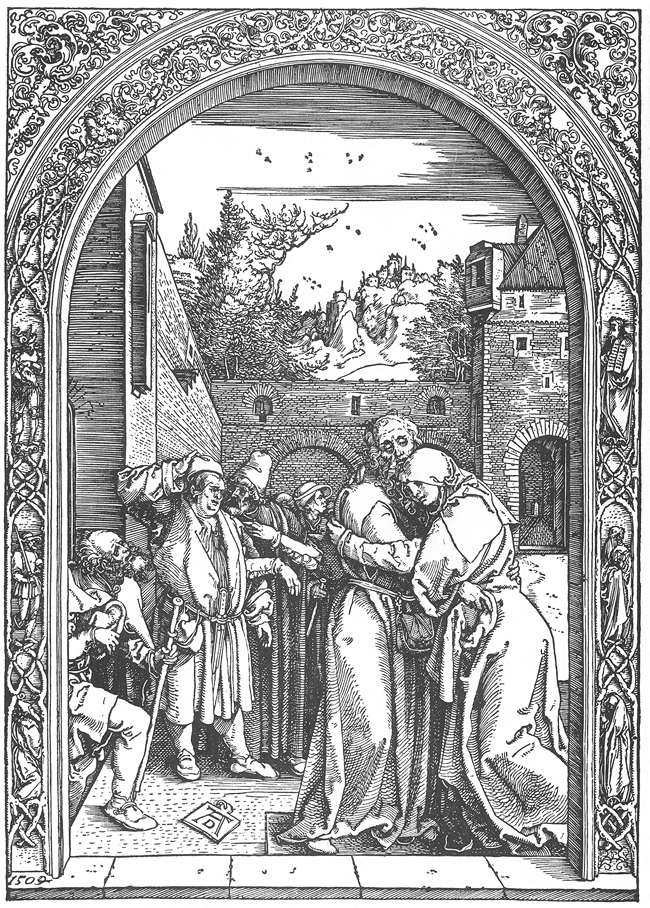
Joaquim e Ana se encontram na Porta Dourada.
1504, Xilogravura de Albrecht Dürer, atualmente no Staatliche Graphische Sammlung, em Munique.

Joaquim e Ana se encontram na Porta Dourada é uma xilogravura do artista alemão Albrecht Dürer que representa uma cena da vida dos pais da Virgem Maria, Joaquim e Ana, na qual eles se encontram na Porta Dourada de Jerusalém depois que Ana descobre estar, de forma inesperada, grávida. Esta história não é relatada no Novo Testamento e sim no Protoevangelho de Tiago e em outros relatos apócrifos, mas sua representação na arte era tolerada pela igreja. A imagem mostra um casal se abraçando sob o arco monumental cercado por vizinhos e passantes.

## História
O tema principal é a história do casal Joaquim e Ana, que, embora fossem apaixonados, eram muito infelizes por sua incapacidade de gerar um filho, o que ambos entendiam como um sinal de que eles haviam sido rejeitados por Deus. Um anjo informa Ana de sua concepção e já pede que ela vá se encontrar com o marido na Porta Dourada. Neste encontro, o casal se abraça feliz. De acordo com Celidônio: "A felicíssima Ana se atirou nos braços do marido; juntos, eles se regojizaram com a honra que lhes foi concedida na forma de uma criança. Pois eles sabiam pelo mensageiro celeste que a criança seria uma rainha, poderosa no céu e na terra". Nas representações tradicionais, o casal se abraça sem se beijar.

## A obra
A obra é uma entre dezesseis xilogravuras e impressos da séria sobre a Vida da Virgem que Dürer criou entre 1501 e 1511. No reverso de cada imagem está um texto em latim escrito por um membro do círculo intelectual do artista em Nuremberg, o abade beneditino Benedito Celidônio. "Joaquim e Ana se encontram na Porta Dourada" é a única obra da série a incluir uma data. Por toda a série, a Virgem aparece como uma intermediária entre o divino e o terreno, mas com uma série de fragilidades humanas.
Dürer segue a convenção inicial renascentista e cria a ilusão de se estar observando a cena através de uma janela aberta. Ele emoldurou diversas obras suas desta forma, inclusive esta, que contém um arco renascentista. A mistura que o artista fez de motivos clássicos e seiscentistas nuremberguianos, além de um cenário típico da Europa Setentrional, tinha por objetivo trazer as imagens mais para perto da audiência. De acordo com a crítica Laurie Meunier Graves, "estas impressões conseguiram iluminar o sagrado e deixaram espaço para a imaginação". Assim como as outras obras da série, ela se distingue pelo talentoso uso da linha e pelo corte da madeira extremamente habilidoso.